# Ivielum
Ivielum sibiricum és una espècie d'aranya araneomorfa de la subfamília Erigoninae, dins de la família Linyphiidae.
És l'únic membre del gènere monotípic Ivielum.
Fou descrit per primera vegada per Kiril Ieskov l'any 1988,

## Distribució
És un endemisme de Rússia, Mongòlia i el Canadà.